# Hong Seung-hee
Hong Seung-hee (* 19. August 1997 in Hwaseong) ist eine südkoreanische Schauspielerin. Bekanntheit erlangte sie 2021 durch die Rolle der Yoon Na-mu in der Netflix-Serie Move to Heaven.

## Leben
Hong Seung-hee studierte Theater und Film an der University of Suwon in ihrer Heimatstadt Hwaseong. Ihr Debüt als Schauspielerin gab sie 2018 in der Fernsehserie Just Dance. Nach zumeist nur kleinen Fernsehrollen erhielt Hong 2020 ihre erste Filmrolle im Familiendrama Pawn. Im selben Jahr war sie als junge Prinzessin Lee Bong-ryun in sieben Folgen des Historiendramas Kingmaker: The Change of Destiny zu sehen.
Größere Bekanntheit erlangte Hong Seung-hee 2021 durch die Rolle der Yoon Na-mu in der Netflix-Dramaserie Move to Heaven. Ebenfalls 2021 spielte sie zudem eine Hauptrolle in der auf einem Webtoon basierenden Serie Navillera. 2023 war Hong Seung-hee in einer Nebenrolle im Weltraumdrama The Moon zu sehen.

## Filmografie (Auswahl)
- 2018: Just Dance (Ttaenppogeoljeu; Fernsehserie)
- 2019: Voice (Boiseu; Fernsehserie, zwei Folgen)
- 2020: Pawn (Dambo)
- 2020: Memorist (Memoriseuteu; Fernsehserie, zwei Folgen)
- 2020: Kingmaker: The Change of Destiny (Baramgwa Gureumgwa Bi; Fernsehserie, sieben Folgen)
- 2021: Navillera (Fernsehserie, 12 Folgen)
- 2021: Move to Heaven (Mubeu tu hebeun: Naneun yupumjeongnisaimnida; Fernsehserie, zehn Folgen)
- 2023: The Moon (Deo Mun)